# Cladonota rufescens
Cladonota rufescens är en insektsart som beskrevs av Fonseca. Cladonota rufescens ingår i släktet Cladonota och familjen hornstritar. Inga underarter finns listade i Catalogue of Life.